# Alla Gorska
Alla Gorska (čitaj: Alla Horska); (ukr. Алла Олександрівна Горська); (Ukrajina, Jalta, 1929. - Ukrajina, Vasiljkiv, 1970.); je ukrajinska umjetnica, aktivistica za zaštitu ljudskih prava u Sovjetskom Savezu i disidentica u Sovjetskoj Ukrajini. Alla je zbog svog prodemokratski ustrojenog djelovanja progonjena, mučena i konačno ubijena 28. studenog 1970. po nalogu KGB službe.

## Vanjske poveznice
- Alla Horska, a once and future artist (eng.)
- The Life And Death Of Alla Horska (eng.)  Arhivirana inačica izvorne stranice od 8. studenoga 2011. (Wayback Machine)